# Stercorarius antarcticus hamiltoni
El págalo pardo de Tristán de Acuña, skúa parda de Tristán de Acuña, o salteador pardo de Tristán de Acuña, (Stercorarius antarcticus hamiltoni), es una de las subespecies en que se divide la especie Stercorarius antarcticus, un ave marina del género Stercorarius. Habita en las aguas marinas que rodean algunas islas subantárticas del océano Atlántico sur.

## Características
Es un ave fuerte y acrobática; parecida a una gran y oscura gaviota. Su pico negro tiene la punta curvada, y sus pies son palmeados con garras afiladas. El plumaje es castaño-amarronado, con manchas blancas en las alas.

## Distribución
Esta subespecie nidifica en la isla de Gough y en el archipiélago de Tristán de Acuña. Pasada la temporada reproductiva, inverna en las aguas próximas a las áreas de reproducción.

## Costumbres
Se alimentan de un variado espectro de alimentos de origen animal, desde pichones y huevos de aves, aves pequeñas, peces, y hasta carroña. También puede ser parcialmente cleptoparásita, hostigando a otras aves marinas para robarles sus capturas. 
Esta subespecie nidifica en islas oceánicas, muy alejadas de los continentes. No duda en atacar al hombre si se aproxima a su nido. El resto del año frecuente las aguas alejadas de las costas de dichas islas, pero sin salir de esas regiones.

## Taxonomía
Esta subespecie fue descrita originalmente por Yngvar Hagen en el año 1952.

No ha habido estabilidad en su posición taxonómica. Algunos autores a este taxón lo han ubicado en el género: Catharacta; otros defienden el tratamiento de S. a. antarcticus, S. a. hamiltoni y S. a. lonnbergi como especies plenas, en especial esta última, mientras que otros la integran en el nivel subespecifico dentro de Stercorarius antarcticus.